# Кемп-Пенделтон-Саут (Каліфорнія)
Кемп-Пенделтон-Саут (англ. Camp Pendleton South) — переписна місцевість (CDP) в США, в окрузі Сан-Дієго штату Каліфорнія. Населення — 12 468 осіб (2020).

## Географія
Кемп-Пенделтон-Саут розташований за координатами 33°13′42″ пн. ш. 117°22′51″ зх. д. / 33.22833° пн. ш. 117.38083° зх. д. (33.228220, -117.380801).  За даними Бюро перепису населення США в 2010 році переписна місцевість мала площу 10,37 км², з яких 10,12 км² — суходіл та 0,25 км² — водойми.

## Демографія
Згідно з переписом 2010 року, у переписній місцевості мешкало 10 616 осіб у 2569 домогосподарствах у складі 2500 родин. Густота населення становила 1024 особи/км².  Було 2865 помешкань (276/км²).
Расовий склад населення:
| - 70,9 % — білих - 9,3 % — чорних або афроамериканців - 2,8 % — азіатів - 1,4 % — корінних американців - 0,4 % — вихідців з тихоокеанських островів - 6,8 % — осіб інших рас |

До двох чи більше рас належало 8,3 %. Частка іспаномовних становила 24,4 % від усіх жителів.
За віковим діапазоном населення розподілялося таким чином: 40,1 % — особи молодші 18 років, 59,8 % — особи у віці 18—64 років, 0,1 % — особи у віці 65 років та старші. Медіана віку мешканця становила 21,7 року. На 100 осіб жіночої статі у переписній місцевості припадало 119,6 чоловіків;  на 100 жінок у віці від 18 років та старших — 135,5 чоловіків також старших 18 років.
Середній дохід на одне домашнє господарство  становив 47 857 доларів США (медіана — 41 715), а середній дохід на одну сім'ю — 47 857 доларів (медіана — 41 715). Медіана доходів становила 31 061 долар для чоловіків та 65 423 долари для жінок. 
Цивільне працевлаштоване населення становило 1437 осіб. Основні галузі зайнятості: публічна адміністрація — 61,0 %, освіта, охорона здоров'я та соціальна допомога — 18,0 %, роздрібна торгівля — 12,7 %, інформація — 8,3 %.